# Nesticus tosa
Nesticus tosa är en spindelart som beskrevs av Takeo Yaginuma 1976. Nesticus tosa ingår i släktet Nesticus och familjen grottspindlar.

## Underarter
Arten delas in i följande underarter:
- N. t. iwaya
- N. t. niyodo